# Kaser
Kaser es una villa ubicada en el condado de Rockland en el estado estadounidense de Nueva York. En el año 2000 tenía una población de 3,316 habitantes y una densidad poblacional de 7,468.2 personas por km². Kaser se encuentra ubicada dentro del pueblo de Ramapo.

## Geografía
Kaser se encuentra ubicada en las coordenadas 41°7′17″N 74°4′1″O / 41.12139, -74.06694. Según la Oficina del Censo, la ciudad tiene un área total de 0,4 km² (0,2 mi²), de la cual 0,4 km² (0,2 mi²) es tierra y 0 km² (0 mi²) (0%) es agua.

## Demografía
Según la Oficina del Censo en 2000 los ingresos medios por hogar en la localidad eran de $13,125, y los ingresos medios por familia eran $13,191. Los hombres tenían unos ingresos medios de $20,500 frente a los $19,792 para las mujeres. La renta per cápita para la localidad era de $5,147. Alrededor del 66.4% de la población estaban por debajo del umbral de pobreza.